# كارميلو ألجارناز
كارميلو ألجارناز (مواليد 27 يناير 1996) هو لاعب كرة قدم بوليفي يلعب في مركز المهاجم في النادي الإسماعيلي.بدأ مسيرته الدولية مع منتخب بوليفيا في 29 مايو 2016.

## روابط خارجية
- كارميلو ألجارناز على موقع قاعدة بيانات كرة القدم.إي يو (الإنجليزية)
- كارميلو ألجارناز على موقع ناشيونال فوتبول تيمز (الإنجليزية)
- كارميلو ألجارناز على موقع Soccerway.com (الإنجليزية)
- كارميلو ألجارناز على موقع عالم كرة القدم.نت (الإنجليزية)
- كارميلو ألجارناز على موقع AS.com (الإسبانية)